# 임금피크제
임금피크제(賃金peak制)는 일정 연령이 된 근로자의 임금을 삭감하면서 그 대신 정년까지 고용을 보장하는 제도이다. 임금이 근속년수에 비례에 계속 상승하는 대신 생산성이 최고인 연령에서 절정(피크)에 달한 후 감소하는 방식이다. 미국·유럽·일본 등 일부 국가에서 공무원과 일반 기업체 직원들을 대상으로 선택적으로 적용하고 있으며, 한국에서는 2001년부터 금융기관을 중심으로 이와 유사한 제도를 도입해 운영하고 있다. 공식적으로는 신용보증기금이 2003년 7월 1일부터 '일자리를 나눈다'는 취지에서 임금피크제를 적용한 것이 처음이다.

## 도입 배경
한국 기업의 임금피크제의 도입은 1998년 경제위기 (IMF 외환위기)를 극복하기 위한 구조조정 과정에서 생산성과 인건비용 간의 관계에서 발생하는 기업 경영의 과제를 해결하기 위한 경영자와 근로자 간의 합의의 결과라 볼 수 있다. 기업의 입장에서는 연공서열에 의한 임금제도 하에서의 고령자들의 고임금 비용구조로 인한 기업경영의 어려움과 고령 근로자의 입장에서는 정년 보장에 대한 불안감 두 가지가 공존하는 상태에서 임금피크제는 노사 각자가 가진 각각의 과제를 해결하는 공동의 방안으로 실행되었다.
| 정년연장형                                  | 재고용형                                    | 근로시간단축형                      |
| ------------------------------------------- | ------------------------------------------- | ----------------------------------- |
| 기존의 정년을 연장하면서 임금을 줄이는 방식 | 정년퇴직 후 재고용하면서 임금을 줄이는 방식 | 근로시간 (노동시간)만 단축하는 방식 |

## 도입 현황
대한민국 고용노동부에서 자산총액 기준 상위 30대 그룹 주요 계열사를 대상으로 임금피크제 도입 여부에 대해 조사한 결과, 378개 계열사 중 47%인 177개사가 임금피크제를 도입한 것으로 나타났다. 임금피크제를 도입한 177개사 사업장은 사무직 뿐만 아니라 생산직(기술직)에도 제도를 적용했다. 임금피크제를 도입하고 있지 않은 그룹 계열사도 정년 60세 의무화 시기를 전후하여 임금피크제 도입을 검토 중인 것으로 나타났다. (2015년 7월)

대한민국에서는 신용보증기금이 2003년 7월부터 최초로 임금피크제를 도입했다. 신용보증기금이 운용하는 임금피크제는 워크 셰어링을 응용한 것으로, 정년인 58세까지 고용을 보장하는 대신 만 55세가 되는 해부터 1년차에는 원래 받던 임금의 75%, 2년차에는 55%, 3년차에는 35%를 받도록 되어 있다. 이에 따라 만 55세가 되는 근로자는 퇴직금을 받은 뒤, 일반직에서 별정직 등 다른 직책으로 바꿔 근무하게 되는데, 개인의 능력에 따라 최대 60세까지 일할 수 있다.

공무원연금공단은 2015년 8월 27일 노사합의 및 이사회 의결을 통해 임금피크제 도입을 확정하여 2016년 1월부터 임금피크제를 도입할 계획이다. 적용 대상은 전문 계약직을 제외한 전 직원이며, 현행 58세인 정년을 60세로 연장하면서 임금을 감액하는 정년연장형 임금피크제이다. 공단은 부서별 업부와 직원 의견을 반영해 연금교육 및 퇴직예정자 교육 강사, 퇴직공무원지원센터 지원, 연금제도·경영분야 조사 연구 등 임금피크 대상자 적합 직무를 개발하여, 임금피크제 대상이 되면 직무도 바뀌게 된다. 제도 도입으로 인한 추가 신규 채용 목표는 2016년 22명, 2017년 27명이다.

## 쟁점 사항
고용노동부에서는 '고령화의 도전을 극복하기 위한 장년 노동력의 적극적 활용은 장년 개인에게는 취업기회 확대와 고용의 질 개선을 통한 안정적인 노후생활 기반 마련, 기업은 숙련 인력 활용 및 세대간 기술전수로 생산성 향상에 효과가 있음', '국가 전체적으로는 노동 공급확대를 통한 성장동력 유지, 연금 및 복지비용 등 국가재정 부담 감소, 청년층의 부양 부담 감소 및 일을 매개로 한 세대간 통합효과 제고 등에 기여할 수 있음', '합리적 임금체계 개편이 수반되지 않는 정년연장은 장기적으로 기업 부담을 가중하게 되고 이는 장년고용에도 부정적 영향을 줌'을 이유로 임금피크제의 중요성을 주장하고 있다.

반면, 경제정의실천시민연합에서는 '법질서를 혼란스럽게 한다. 근로기준법에 의하면 취업규칙을 불리하게 변경하는 경우, 노조나 근로자 과반의 동의를 받도록 규정하고 있다. 그러나 정부는 노동자의 의견을 무시한 채 취업규칙변경 조건 완화를 통해 임금피크제 도입을 추진하여 법질서를 혼란에 빠뜨리고 있다', '임금피크제가 도입된다고 하더라도 정년연장으로 인해 기업의 인건비 총액은 증가되어 신규일자리 발생은 많지 않을 가능성이 있다. 민간기업의 경우 임금피크제로 인한 인건비 절감액을 신규채용에 투자할 것이라 담보할 수 없다', '사회적 갈등을 조장할 수 있다. 임금피크제는 대안적 임금체계로서 청년실업의 근본적 대안이 될 수 없음에도 이를 청년실업문제의 해결책으로 제시하는 것은 청년층과 기성세대의 세대 간 갈등을 조장하는 것이다. 또한 노동자 동의 없는 임금피크제 도입이 민간기업까지 이어진다면 노‧사‧정 그리고 계층 간의 갈등은 심각한 사회적 문제로 대두될 가능성이 높다', '인건비 절감이나 인력 구조를 변경하는 목적만 악용할 소지가 있다. 임금 수준을 낮추는 편법으로 이용될 수 있고, 임금이 높은 편인 공기업들은 정년이 늘어나서 자체 노령자 구제 수단의 일환으로 악용될 수 있다'는 이유로 임금피크제의 문제점을 주장하고 있다.

일부 회사들은 임금피크제의 원래의 취지와 조건에 해당하는 '호봉제'가 아닌, '등급제'를 적용 중임에도 본 제도를 도입하여 구설수에 오르고 있기도 하다.

## 참조문헌
- 이희자, 60세 정년 관리와 임금피크제, 행정경영자료사, 2014. ISBN 9788988383513
- 박성준, 우리나라 임금피크제의 현황과 문제점, 한국경제연구원, 2009. ISBN 9788980315215
- 고진수, 임금피크제의 합리적 도입방안과 정책과제, 한국경영자총협회, 2007. ISBN 9788990901729
- 임공수, 임금피크제의 문제와 운용 고용체계의 새로운 패러다임, 올리브나무, 2007. ISBN 9788995591017
- 고진수, 임금피크제 매뉴얼 도입 설계 운용을 위한 임금피크제 매뉴얼, 한국재정경제연구소, 2006. ISBN 9788985808828
- 박성준, 임금피크제 도입기업 지원방안의 문제점, 한국경제연구원, 2006. ISBN 8980313977
- 전근오, 임금피크제 도입 운용 인사 노무관리의 이해, 2005. ISBN 9788988383131
- 신정식, 한국형 임금피크제, 한국경영개발협회, 2005. ISBN 9788987990071